# Andrea Gardini
Pour les articles homonymes, voir Gardini.
Andrea Gardini, né le 1er octobre 1965 à Bagnacavallo en Italie, est un ancien joueur et désormais entraîneur italien de volley-ball. Il mesure 2,02 m et jouait central. Il totalise 418 sélections en équipe d'Italie.

## Clubs
| Club                   | Pays   | De        | À         |
| ---------------------- | ------ | --------- | --------- |
| Porto Ravenne Volley   | Italie | 1982-1983 | 1982-1983 |
| CUS Turin              | Italie | 1984-1985 | 1985-1986 |
| Zinella Volley Bologne | Italie | 1986-1987 | 1987-1988 |
| Sisley Volley          | Italie | 1988-1989 | 1989-1990 |
| Porto Ravenne Volley   | Italie | 1990-1991 | 1992-1993 |
| Sisley Volley          | Italie | 1993-1994 | 1998-1999 |
| Rome Volley            | Italie | 1999-2000 | 2000-2001 |
| Modène                 | Italie | 2001-2002 | 2002-2003 |
| Pallavolo Piacenza     | Italie | 2003-2004 | 2003-2004 |

## Palmarès
- Jeux olympiques
  - Finaliste : 1996
- Championnat du monde (3)
  - Vainqueur : 1990, 1994, 1998
- Ligue mondiale (6)
  - Vainqueur : 1990, 1991, 1992, 1994, 1997, 2000
  - Finaliste : 1996
- Championnat d'Europe (4)
  - Vainqueur : 1989, 1993, 1995, 1999
  - Finaliste : 1991
- World Grand Champions Cup (1)
  - Vainqueur : 1993
- World Super Four (1)
  - Vainqueur : 1994
- Ligue des champions (4)
  - Vainqueur : 1992, 1993, 1995, 1999
  - Finaliste : 2003
- Coupe du monde (1)
  - Vainqueur : 1995
  - Finaliste : 1989, 1999
- Coupe des Coupes (2)
  - Vainqueur : 1987, 1994
- Coupe de la CEV (2)
  - Vainqueur : 1998, 2000
  - Finaliste : 2004
- Championnat d'Italie (7)
  - Vainqueur : 1991, 1994, 1996, 1998, 1999, 2000, 2002
  - Finaliste : 1992, 1995, 1997, 2003, 2004
- Coupe d'Italie (1)
  - Vainqueur : 1991
  - Finaliste : 1988, 1989, 1995, 1996, 1999
- Supercoupe d'Italie (2)
  - Vainqueur : 1998, 2004
  - Perdant : 1996, 1999, 2000, 2002